# Brazabrantes
Brazabrantes är en kommun i Brasilien.   Den ligger i delstaten Goiás, i den centrala delen av landet, 170 km väster om huvudstaden Brasília. Antalet invånare är 3 240.
Omgivningarna runt Brazabrantes är huvudsakligen savann. Runt Brazabrantes är det ganska glesbefolkat, med 35 invånare per kvadratkilometer.